# Thomas Rickman
Thomas Rickman (Maidenhead, 8 de junio de 1776 - Birmingham, 4 de enero de 1841) fue un arquitecto de formación autodidacta inglés de gran importancia como teórico del gótico inglés y en la difusión del estilo neogótico.

## Biografía
Nacido en Maidenhead, en Inglaterra, en una familia cuáquera, renunció a la carrera de medicina prevista para él por su padre; entró en los negocios por su cuenta, y en 1804 se casó con su prima, Lucy Rickmann, una boda que lo apartó de los cuáquerios. El fracaso de sus negocios en Londres y la muerte de su primera mujer lo sumieron en la depresión. Durante esta época, como remedio contra su estado depresivo, comenzó a dar paseos por el campo, durante los cuales se despertó su interés por la arquitectura religiosa antigua: su tiempo libre se dedicó desde entonces a realizar bocetos y dibujos cuidadosamente diseñados, y a clasificar la arquitectura medieval, inicialmente a través de su tracería. Desarrolló así una secuencia de términos y etapas («arquitectura normanda», «periodo inglés temprano», «periodo inglés decorado» y «gótico perpendicular»), denominaciones que aún hoy se emplean con frecuencia y que aparecen por primera vez en sus diarios en 1811. De esta forma, Rickman adquirió un notable conocimiento de arquitectura en un tiempo en el que el arte gótico no era especialmente apreciado. La Encyclopedia Britannica de 1911 afirma que «ya en 1811 se decía que podía haber estudiado más de 3000 edificios eclesiásticos». En septiembre de ese mismo año, Rickman ofreció su primera serie de conferencias sobre arquitectura medieval en la pequeña Sociedad Filosófica de Liverpool, de la que se había hecho socio.
Su primera publicación, un artículo sobre arquitectura gótica para el Smith's Panorama of Arts and Sciences de Liverpool, publicada separadamente en 1817 con el título de An Attempt to discriminate the Styles of English Architecture from the Conquest to the Reformation... [Un intento de distinguir los estilos de la arquitectura inglesa desde la Conquista hasta la Reforma...], fue el primer tratado sistemático sobre arquitectura gótica, y un hito fundamental en la fundación del neogótico. Se reimprimió numerosas veces, y asentó la reputación de Rickman como estudioso del arte. En 1829 fue elegido miembro de la Sociedad de Anticuarios.
Rickman murió en Birmingham el 4 de enero de 1841. Había estado casado tres veces: la primera vez con su prima, Lucy Rickman de Lewes; la segunda con Christiana Hornor; la tercera con Elizabeth Miller de Edimburgo, de quien tuvo un hijo y una hija. Su tumba, diseñada por R. C. Hussey y completada en 1845, se encuentra en el cementerio de la Iglesia de St. George, en Birmingham.

## Rickman como arquitecto

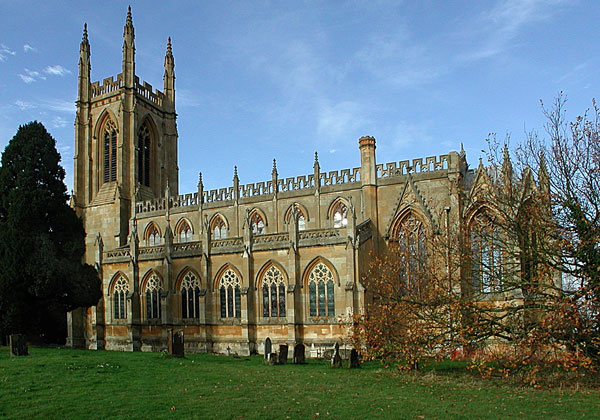
Iglesia de St. Peter ad Vincula, en Hampton Lucy.

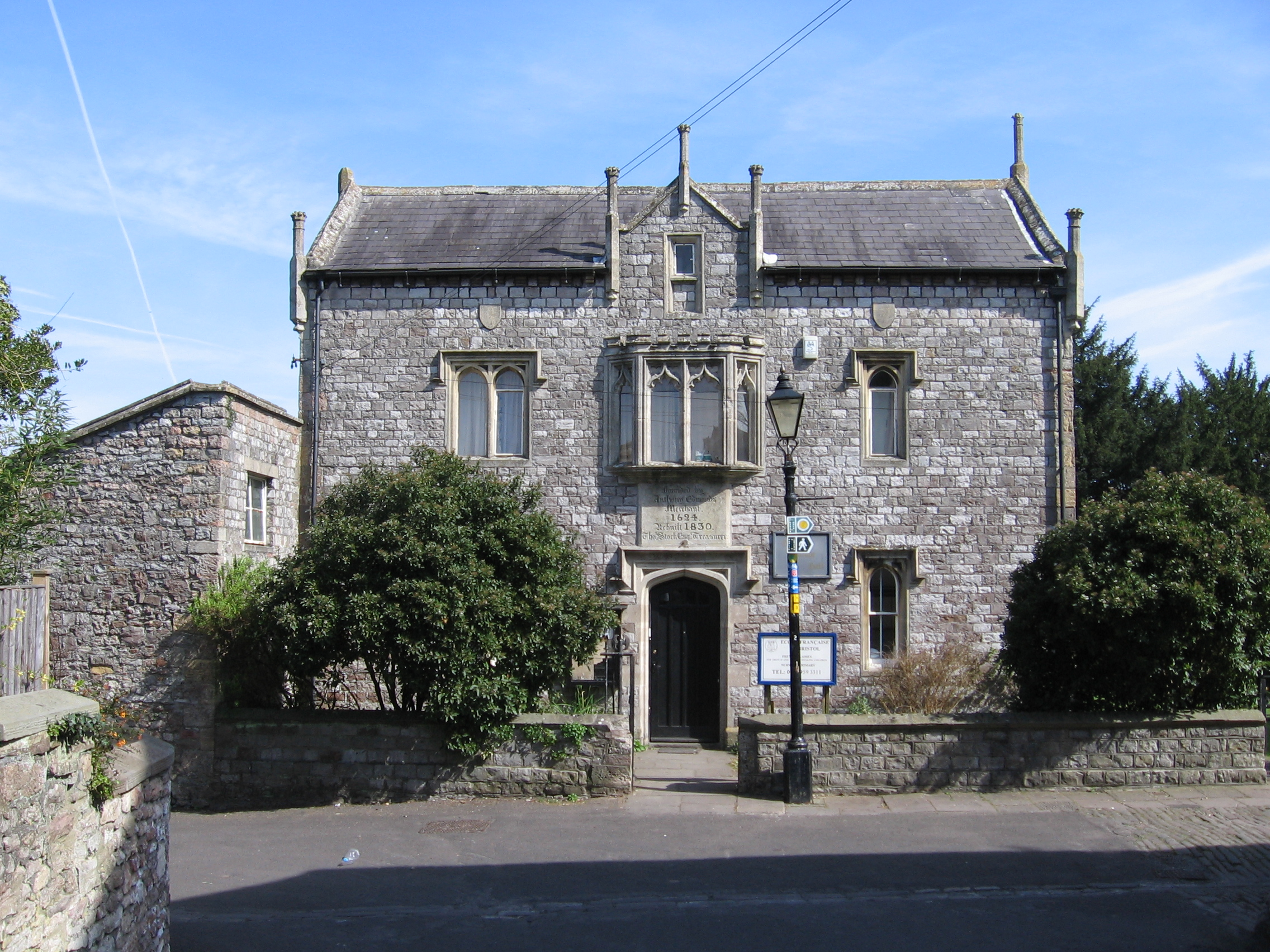
Escuela construida por Rickman en Henbury (1830) (actualmente, Henbury Village Hall).

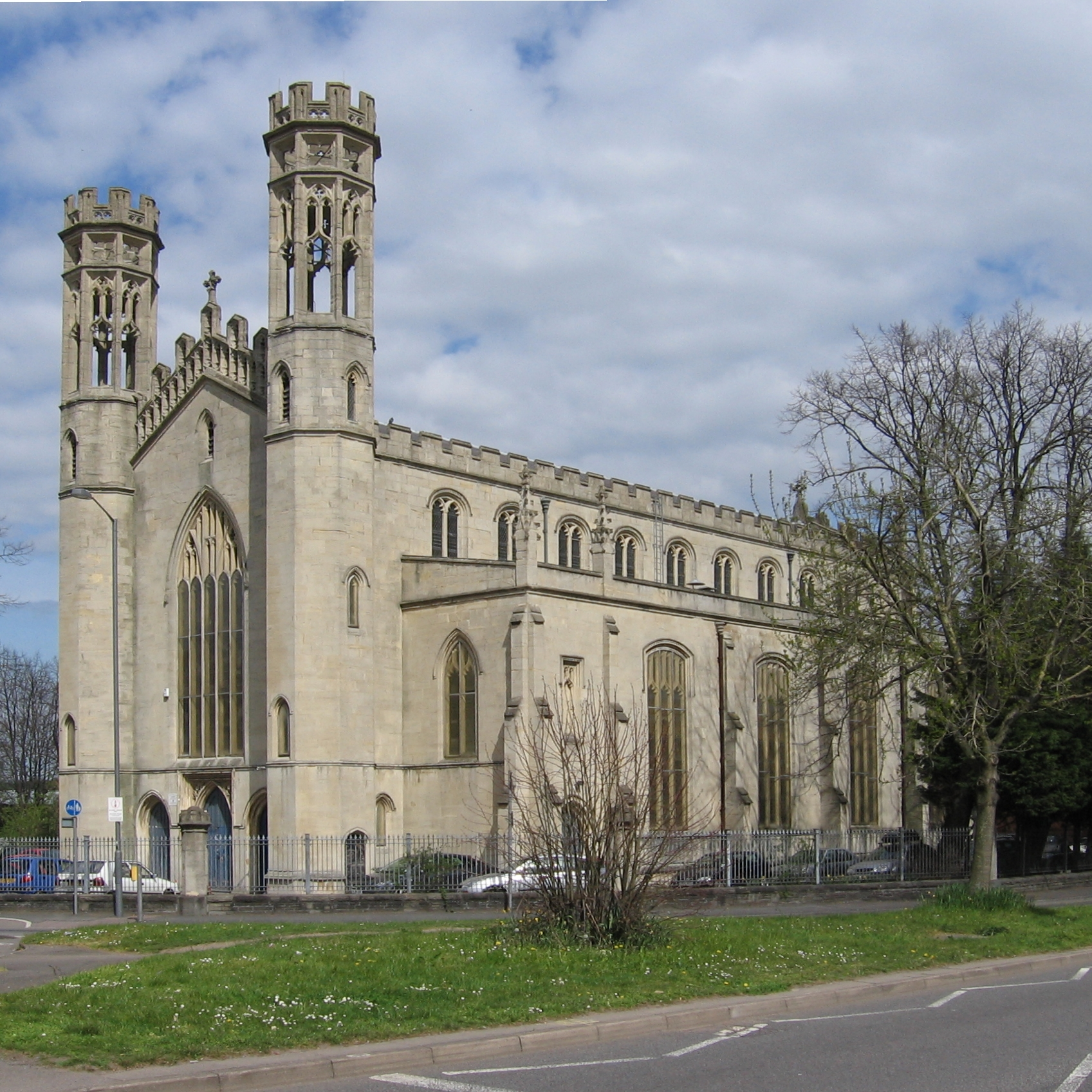
Iglesia de la Sagrada Trinidad en Lawrence Hill (Bristol): una de las Iglesias de Waterloo construidas por Rickman.

Como arquitecto, Rickman era totalmente autodidacta. Cuando en 1818 el gobierno concedió un importante fondo de dinero para la construcción de nuevas iglesias, Rickman envió un diseño propio que venció a todos los demás en concurso público, lo que lo convirtió en un arquitecto de facto, profesión para la que parecía estar naturalmente dotado. Rickman se trasladó entonces a Birmingham, donde diseñó la Iglesia de St. Georges (demolida en 1960). Su diseño también contenía unas puertas para el cementerio, las cuales sí se han conservado. Hacia 1830, ya se había convertido en uno de los arquitectos más exitosos de su época. Construyó iglesias en Hampton Lucy, Ombersley, y Stretton-on-Dunsmore; la de St. George en Birmingham; las de St. Philip, St. Mary the Virgin y St. Matthews en Bristol; dos en Carlisle; la de St. Peter y St. Paul en Preston; St. David en Glasgow; Grey Friars en Coventry; la Iglesia de St. Michael en Aigburth, y muchas otras. También diseñó el nuevo patio de St John's College (Cambridge), un palacio para el obispo de Carlisle, y multitud de casas de campo.
Rickman logró atraer una buena parte de los fondos otorgados por el Church Building Committee ("Comité para la Construcción de Iglesias") en las West Midlands, después de la Church Building Act ("Ley de Construcción de Iglesias") de 1818. El estilo gótico de transición de Rickman, que después fue denominado peyorativamente como «gótico de los comisarios de iglesias», no resisten el escrutinio mejor informado de los historiadores del arte posteriores. Según la Encyclopaedia Britannica de 1911, «estos edificios tienen un estilo gótico, pero muestran más bien un conocimiento de las formas exteriores del estilo medieval, que una verdadera asimilación de su espíritu, y son poco más que meras copias de obras antiguas, desfiguradas por la pobreza de los detalles». Un crítico posterior, algo más generoso, sir Howard Colvin, afirmaba:

No era un eclesiólogo. Los detalles de sus edificios son inusualmente académicos, la planificación en cambio era georgiana, y el efecto total de la mayoría de sus iglesias es fino y quebradizo, y en absoluto desagradable.
 Sir Howard Colvin

En cualquier caso, Rickman desempeñó un papel importante en la recuperación del gusto medievalista, aventajado solamente tal vez por Augustus Pugin.